# Così è la vita (film 2011)
Così è la vita (Life Happens) è un film del 2011 diretto da Kat Coiro.

## Trama
Kim vive con le sue due coinquiline, Deena e Laura, a Los Angeles. Kim rimane incinta dopo una notte passata con uomo appena conosciuto, quindi si rivolge alle sue amiche per avere aiuto.

## Distribuzione
Il film è stato distribuito nelle sale il 13 aprile 2012.